# トダシバ属
トダシバ属 Arundinella は、イネ科の属の一つ。

## 特徴
小穂には柄があり、往々に2個ずつ生じる。
小穂は二小花からなる。第一包穎はやや短く、第二包穎はより大きくて先端が尖る。第一小花は雄性でおしべのみを含み、護穎と内穎を持つ。第二小花は両性花で、その護穎は基部に多数の毛を持つ。また先端からは芒が伸びることが多く、芒は膝折れして捩れるものもある。
芒の先端側が扁平になってざらつき、ここで衣服や皮膚に引っかかるものがあり、これは種子の動物による散布への適応と見られる。また芒は水分量によって変形し、乾燥すると伸び、吸水すると収縮する。このような変形によって地上では種子を地下にねじ込む働きをする。これらはアブラススキ類への進化の過程を示す。

### 小穂の構造
この属の小穂を大井はトダシバ型と呼んでいる。コウボウ属などのコウボウ型では三小花からなり、下方二つが雄性、先端が両性花になる。ウシノケグサ型など複数の小花を含む小穂では先端側から退化する傾向があるのに対して、これらでは先端側が完全である。
小穂が二小花からなり、先の小花が両性花になる点はキビ連の多くがそれで、そのような小花をエノコログサ型というが、それらでは下方小花が護穎のみとなり、間の軸も短縮して、合わせて単一の小花であるかのような形になる。それに対して、この属のものでは間に軸があり、下方の小穂は雌蘂以外は退化していない。

## 分布と分類
アジアとアメリカの熱帯域を中心に、約50種がある。
日本には以下の2種がある。トダシバは南西諸島以外の日本列島に広く分布する普通種。ミギワトダシバは紀伊半島の固有種。
- Arundinella　トダシバ属
  - A. hirta　トダシバ
  - A. riparia　ミギワトダシバ